# Terakoya

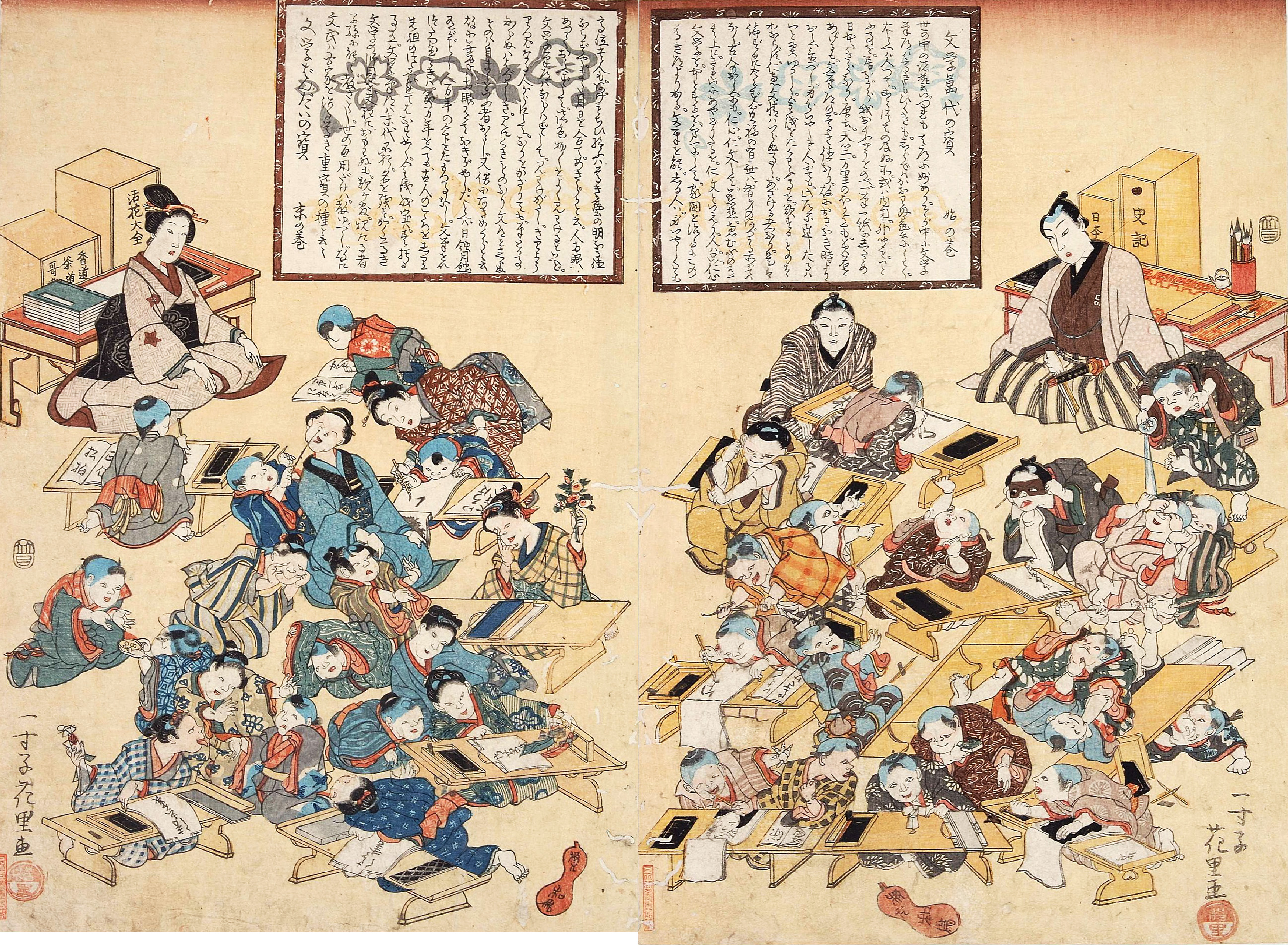
Escuela Terakoya en el período Edo

Las terakoya (寺子屋 terako-ya?, "escuelas del templo, escuelas primarias privadas") eran instituciones educativas privadas que enseñaban a leer y escribir a los hijos de japoneses pobres durante el período Edo.

## Historia
La primera terakoya se creó a principios del siglo XVII, como un desarrollo de las instalaciones educativas fundadas en los templos budistas. Antes del período Edo, las instituciones educativas públicas estaban dedicadas a los hijos de los samuráis y familias gobernantes, por lo que el surgimiento de la clase mercantil a mediados del período Edo impulsó la popularidad de los terakoya, ya que eran muy comunes en las grandes ciudades como Edo y Osaka, así como en las regiones rurales y costeras.
La tasa de asistencia de estas escuelas alcanzó el 70% en la capital, Edo, a finales del siglo XVIII y principios del XIX. Las terakoya fueron abolidas en el período Meiji, cuando el gobierno instituyó la orden de sistema educativo (学制 Gakusei?)  en 1872, cuando la asistencia a las escuelas públicas se hizo obligatoria para dar educación básica a toda la población.

## Plan de estudios

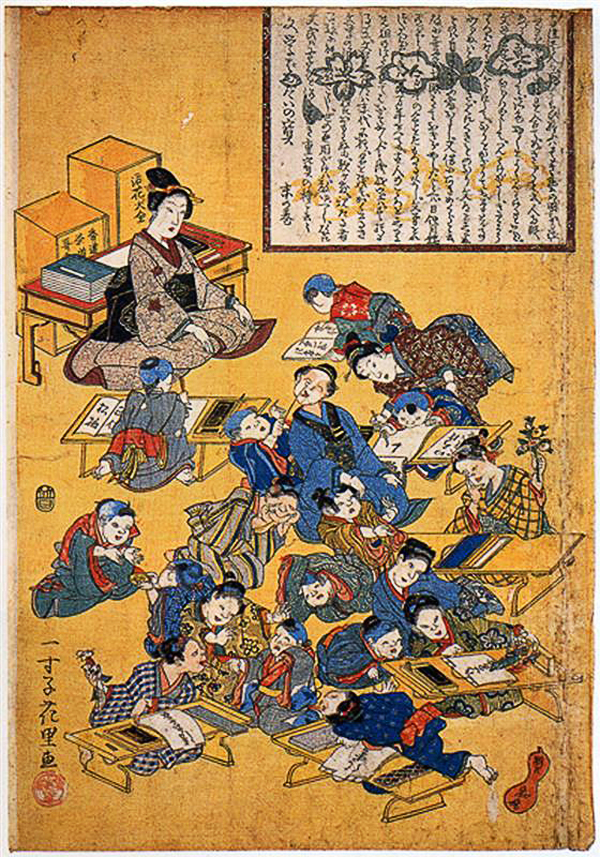
Terakoya para niñas

La enseñanza en las Terakoya se centró en la lectura y escritura, pero se ocuparon de materias y disciplinas extra, como el ábaco (soroban), historia y geografía. Enseñaron a las niñas a coser, rituales de la ceremonia del té, técnicas de arreglos florales y otras artes y manualidades.
Las clases generalmente se llevaban a cabo en casas privadas de samuráis, sacerdotes budistas o incluso ciudadanos comunes. Los instructores, llamados shishō (師匠) o te-narai-shishō (手習い師匠) eran en su mayoría plebeyos, pero el clero samurái y budista también enseñaba en la terakoya. Los propios profesores se encargaban a menudo de las tareas administrativas. Algunos sacerdotes y médicos sintoístas administraron algunas terakoya.
A diferencia de los centros de educación popular que enseñaban principalmente las habilidades necesarias en la vida cotidiana, la terakoya ofrecía un nivel superior de educación. El plan de estudios comenzó con cursos de caligrafía, ya que los alumnos imitaban los ejemplos de su instructor, el llamado tehon (手本). Una vez que dominaron los conceptos básicos de la escritura, los alumnos avanzaron a los libros de texto conocidos como ōrai-mono (往来物), que se remonta al período Heian y se utiliza principalmente para la educación samurái. Estos cuadernos fueron compilados por hombres de letras japoneses y fueron escritos en kanji combinados con kana. Contenían información útil sobre la vida cotidiana de las personas, como preceptos domésticos, habilidades de conversación y valores morales, así como contenidos históricos y geográficos, que mostraban un ámbito de vida social más amplio a los estudiantes.
Aunque solo un puñado de terakoya ofrecía cursos comerciales para los niños de la clase comerciante, calcular con el ábaco se hizo cada vez más popular al final del período Edo.
Mediante el sistema de escuelas Han y terakoya, la población japonesa había alcanzado un alto grado de alfabetización al final del período Edo. No existen estadísticas confiables, pero se estima que el 50% de los hombres y el 20% de las mujeres en todo el país estaban alfabetizados y poseían habilidades básicas de cálculo.

## Contemporáneo
Hoy en día, ha habido casos de organizaciones y eventos que llevan el nombre de terakoya en el Japón moderno, como el templo Hosei-ji afiliado a Nichiren en Tokio, que celebró una reunión terakoya de dos días en la que los estudiantes de primaria participaron en prácticas religiosas como la copia de imágenes budistas (写仏 shabutsu) y estudio disciplinado de los sutras sentado en el estilo seiza, además de muchas actividades recreativas. En Honjō, Saitama, la organización Honjō Terakoya reúne a voluntarios, jóvenes estudiantes y clérigos budistas para brindar tanto exposición a las prácticas espirituales, como el shabutsu y el zazen antes mencionados, como también el desarrollo personal y social de los jóvenes.
La Red Terakoya promueve la creación de las terakoya modernas y hasta ahora ha ayudado a establecer más de 40 instituciones de este tipo en todo el país. Estas terakoya implican la cooperación entre estudiantes universitarios voluntarios, líderes empresariales locales, figuras religiosas y profesionales de las humanidades con un gran énfasis en la participación comunitaria y regional, además del desarrollo personal e interpersonal.